# Burduna jezik
Burduna jezik (ISO 639-3: bxn; boordoona, budina, budoona, buduna, pinneegooroo, poodena, poordoona, purduma, purduna), danas gotovo izumrli ili izumrli jezik kojim je govorilo 3 osobe (Wurm and Hattori 1981) na rijekama Henry i gornjem toku Lyndona, Zapadna Australija.
Zajedno s jezikom bayungu [bxj] čini podskupinu kanyara koja je dio šire jugozapadne pama-nyunga skupine. Mnogi pripadnici plemena danas žive u Onslowu i Carnarvonu.

## Imena totema
| Burduna (muški) | Burduna (ženski) | Engleski        | Hrvatski       |
| --------------- | ---------------- | --------------- | -------------- |
| Wariara         | Ngogodji         | Emu             | Emu            |
| Waliri          | Wilari           | Turkey and fire | Purica i vatra |
| Wiarrji         | Mambulu          | Snake           | Zmija          |

## Vanjske poveznice
- Ethnologue (14th)
- Ethnologue (15th)